# 2020-as marchei regionális választás
| Kormányzó-jelölt    | Francesco Acquaroli              | Maurizio Mangialardi            | Gian Mario Mercorelli           |
| ------------------- | -------------------------------- | ------------------------------- | ------------------------------- |
| Párt neve           | Olaszország Fivérei              | Demokrata Párt                  | 5 Csillag Mozgalom              |
| Választási koalíció | Jobbközép koalíció               | Balközép koalíció               | nincs                           |
| Eredmények          | 361.186 49,13%                   | 274.152 37.29%                  | 63.355 8,62 %                   |
| Mandátumok          | Marche Regionális Tanács:20 / 31 | Marche Regionális Tanács:9 / 31 | Marche Regionális Tanács:2 / 31 |

A 2020-as marchei regionális választást 2020. szeptember 20. és 21-én tartották meg, amit eredetileg 2020. május 31.-én tartottak volna meg, ám a koronavírus-járvány miatt el kellett halasztani. Ezen a napon több másik régióban is regionális választást tartották: Campania, Ligúria, Puglia, Toszkána, Veneto és Aosta-völgy régiókban.

## Választási rendszer
A választáson a régió törvényhozásának, Marche Regionális Tanácsának (consiglio regionale) a képviselőit és a régió kormányzóját választják meg. 

## Jelöltek

### Francesco Acquaroli
Acquaroli egy politikus, aki a Nemzeti Szövetségben kezdte politikai pályáját, az Olaszország Fivérei párt jelöltjeként indul. Potenza Picena város volt polgármestere. A pártja mellett a jobbközép koalíció is kiáll: Északi Liga, Forza Italia illetve olyan civil listák, mint a "Civitas Civili", "Mozgalom Marcheért", ez utóbbi mozgalom közt az Olasz Republikánus Párt és az 5 Csillag Mozgalom egykori képviselői is vannak. 
Választási programjában egy 10 lépésből álló akciótervet hirdetett ki, aminek legfőbb elemei a régió foglalkoztatásának javítása, közbiztonság rendbe tétele, helyi termelők védelme a mezőgazdaságban, több befektetés a turizmusba, kultúrában és környezetvédelembe, infrastrukturális fejlesztések. 

### Maurizio Mangialardi
Mangialardi, Senigallia polgármestere. Indulását a balközép koalíció támogatta az alábbiak szerint: Demokrata Párt, Olaszország Él, Olasz Szocialista Párt, Szolidális Demokrácia, Marche Civiljei. A koalíció része volt a "Bátor Marcheieik" mozgalom, amiben olyan szociáldemokrata pártok voltak mint az 1-es cikkely és a Közös Olaszország, emellett az 5 Csillag Mozgalomból is átléptek a mozgalomba. Mangialardi választási programjában a régió foglalkoztatását fejlesztené illetve 2035-re elérné, hogy a régió 100%-ban megújuló energiaforrásokat használjon. A kis és középvállalkozások esetében olyan regionális programot indítana a kabinetje, amely a digitalizációt és környezetbarát termelési módot tenne lehetővé a vállalkozóknak. Eltöröltetné a helyi iparűzési adó fizetését a vállalkozásoknak az alapításuktól számított első 3 évig valamint a regionális apparátusban bürokráciacsökkentést vezettetne be. 

### Gian Mario Mercorelli
Mercorelli Tolentino település önkormányzati képviselője, az 5 Csillag Mozgalom indította jelöltként. Programját Ricominciamo! (Újrakezdünk!) néven indította el. Ebben a bürokráciacsökkentést, átláthatóságot és közvetlen demokráciát hangsúlyozta. Az oktatásra nagyobb hangsúlyt fektettek volna, illetve regionális szinten a rendőrség és a polgári védelem jogköreit módosítanák. 

## Eredmények

### Kormányzó-jelöltek
| Jelölt                                 | Jelölt                | Szavazatok száma | Szavazatok % |
| -------------------------------------- | --------------------- | ---------------- | ------------ |
|                                        | Francesco Acquaroli   | 361.186          | 49,13        |
|                                        | Maurizio Mangialardi  | 274.152          | 37,29        |
|                                        | Gian Mario Mercorelli | 63.355           | 8,62         |
|                                        | Roberto Mancini       | 16.879           | 2,30         |
|                                        | Fabio Pasquinelli     | 10.381           | 1,41         |
| Összesen                               | Összesen              | 2.574.718        | 100.00       |
| Forrás: Elezioni 2020 – Regione Marche |                       |                  |              |